# Aleksandr Korowuszkin
Aleksandr Konstantinowicz Korowuszkin (ros. Александр Константинович Коровушкин, ur. 1909 we wsi Łoparicha w guberni wołogodzkiej, zm. 25 grudnia 1976 w Moskwie) – przewodniczący Zarządu Banku Państwowego ZSRR (1958-1963).

## Życiorys
Początkowo pracował jako rachmistrz w aptece, później rachmistrz w truście i w zarządzie "Stekłostroja", 1929-1930 był przewodniczącym zarządu klubu robotniczego "Stekłostroja" w miejscowości Biełyj Byczok w obwodzie leningradzkim, a od 1930 do stycznia 1931 przewodniczącym rady wiejskiej w Biełym Byczoku. Od stycznia do września 1931 był słuchaczem fakultetu robotniczego przy Leningradzkim Instytucie Finansowo-Ekonomicznym, później studiował w tym instytucie (1936 ukończył studia), od kwietnia do listopada 1936 kierował sekretariatem Leningradzkiego Instytutu Finansowo-Ekonomicznego, a od listopada 1936 do października 1937 był starszym inspektorem Moskiewskiego Oddziału Banku Komunalnego w Leningradzie. Od 1937 należał do WKP(b), od października 1937 do marca 1938 był zastępcą kierownika, potem kierownikiem Leningradzkiego Miejskiego i Obwodowego Banku Komunalnego, od stycznia 1939 do listopada 1940 kierował Miejskim Oddziałem Finansowym w Leningradzie. Od listopada 1940 do sierpnia 1949 był zastępcą przewodniczącego Zarządu Banku Państwowego ZSRR, od sierpnia 1949 do marca 1952 był w Chinach, gdzie pomagał władzom w zakładaniu systemu bankowego, od marca 1952 do września 1953 ponownie był zastępcą przewodniczącego Zarządu Banku Państwowego ZSRR, potem od września 1953 do sierpnia 1958 zastępcą ministra finansów ZSRR. Od sierpnia 1958 do sierpnia 1963 stał na czele Zarządu Banku Państwowego ZSRR, od listopada 1963 do stycznia 1966 był szefem Zarządu Dochodów Państwowych Ministerstwa Finansów RFSRR, od stycznia 1966 do sierpnia 1969 szefem Zarządu Finansowania Przemysłu Ministerstwa Finansów ZSRR, następnie szefem Zarządu Finansowania Przemysłu - członkiem Kolegium Ministerstwa Finansów ZSRR. Był odznaczony trzema Orderami Czerwonego Sztandaru Pracy i Orderem Znak Honoru.